# Vera Little

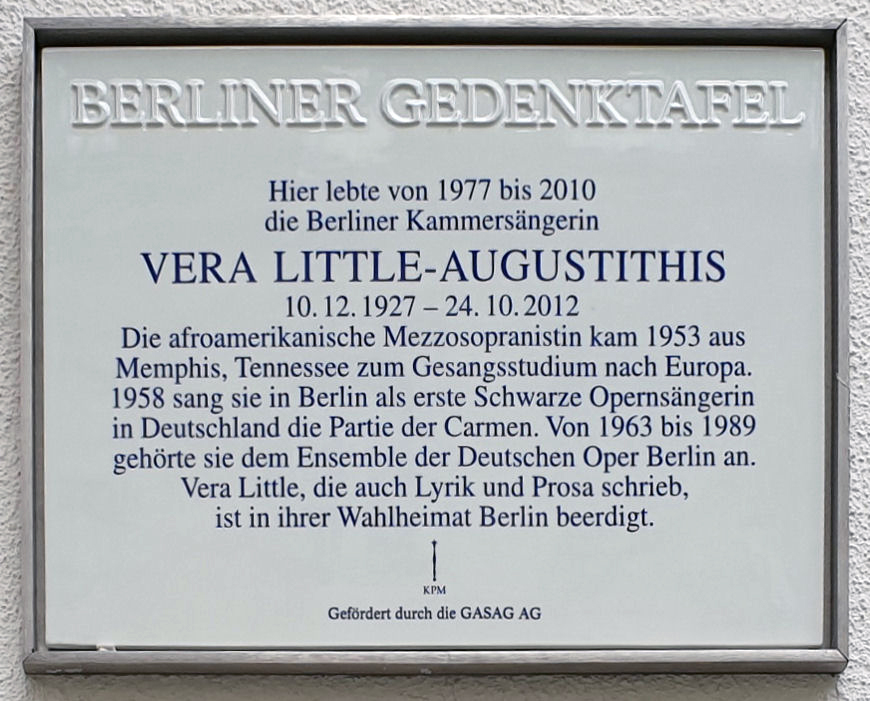
Berliner Gedenktafel am Haus, Witzlebenstraße 33, in Berlin-Charlottenburg

Vera Pearl Little-Augustithis (* 10. Dezember 1928 in Memphis [Tennessee]; † 24. Oktober 2012 in Berlin) war eine amerikanische Opernsängerin, die dem Ensemble der Deutschen Oper Berlin mehr als vier Jahrzehnte angehörte.
Als Mezzosopranistin sang sie alle wichtigen Partien ihres Faches. 1950 gewann sie in einem Münchner Opernwettbewerb. Nach dem Abschluss am Talladega-College in Talladega, Alabama, 1952 kam sie mit einem Fulbright-Stipendium zum Studium nach Paris. 1958 holte sie Carl Ebert nach Berlin an das damals noch „Städtische Oper Berlin“ genannte Haus in der Kantstraße. Dort debütierte sie in der Titelrolle der Carmen. Sie trat als erste farbige Sängerin auf Einladung von Vittorio Gui im Vatikan vor Papst Johannes XXIII auf, wodurch sie international bekannt wurde. Besondere Beachtung fand auch ihre Interpretation der Begonia in Der junge Lord von Hans Werner Henze, Uraufführung 1965 und der Beroe in Henzes Die Bassariden.
1970 wurde ihr der Titel Kammersängerin verliehen. Nach vielen Verhandlungen und Komplikationen trat sie 1973 zum ersten Mal in ihrer Heimatstadt Memphis in der Rolle der Ulrica im Maskenball auf. Neben der Musik lag ihr die Literatur besonders am Herzen. Sie schrieb Gedichte, von denen einige von Boris Blacher vertont wurden. Einige Übersetzungen fertigte Hans Wollschläger an.

## Ehrung
Am 3. Juni 2024 wurde an ihrem ehemaligen Wohnort, Berlin-Charlottenburg, Witzlebenstraße 33, eine Berliner Gedenktafel enthüllt.